# Tiziano Fratus
Tiziano Fratus (Bergamo, 1975) è uno scrittore e poeta italiano.

## Biografia
Da ragazzo inizia ad interessarsi di teatro contemporaneo e cura libri quali Lo spazio aperto e Studi per esseri umani. La visione di un documentario dedicato alla vita del poeta americano John Giorno lo indirizza verso la scrittura poetica, che praticherà pubblicando diverse raccolte e poemi, fra i quali Il molosso, Nuova poesia creaturale, Gli scorpioni delle Langhe, Un quaderno di radici e l'antologia Poesie creaturali che raccoglie lavori composti nell'arco di venti anni. Sue poesie sono tradotte in dieci lingue e pubblicate in ventuno paesi, grazie anche al sostegno della rete europea Versopolis. Dal 2006 al 2010 ha diretto la casa editrice Torino Poesia e il relativo festival letterario.
Durante viaggi in Europa, America ed Estremo Oriente, conia i concetti di "uomo/donna radice", "dendrosofia" e "alberografia" da cui derivano una serie di opere legate alla natura, all'identità e agli alberi monumentali pubblicate a partire dal 2010 con il volume Homo Radix. Appunti per un cercatore di alberi e il cui esito più consistente è la Trilogia delle bocche monumentali firmata per gli Editori Laterza fra il 2014 e il 2016, quindi "silvari" pubblicati per gli editori Einaudi, Bompiani, Mondadori, Ediciclo, Gribaudo, Piano B e Feltrinelli. 
Oltre alla letteratura si occupa di fotografia: ha allestito mostre personali presso il Museo del paesaggio di Verbania, i Giardini botanici Hanbury a Ventimiglia, l'associazione culturale Il Fondaco a Bra, l'Orto Botanico di Palermo, MRSN a Torino, il Circolo dei Lettori di Torino, alla galleria Salamon Fine Art di Milano e a Villa Olmo a Como. Ha disegnato itinerari botanici e guidato passeggiate per cercatori di alberi. Ha firmato la rubrica "Il cercatore di alberi" per sei anni per il quotidiano torinese La Stampa, attualmente collabora col Manifesto, la Repubblica e La Verità. Per il suo percorso ha ricevuto nel 2012 il Premio Ceppo Natura e nel 2023 il Premio Montale fuori di casa. È stato ideatore del Premio Ghianda del Festival Cinemambiente di Torino. Collabora con il programma Geo di Rai 3 e si dichiara buddista.

## Opere principali in italiano

### Saggistica
- Homo Radix, appunti per un cercatore di alberi, Edizioni Marco Valerio, Torino, 2010 ISBN 978-88-7547-289-4
- Le bocche di legno, guida arborea del Piemonte, Edizioni Marco Valerio, Torino, 2011 ISBN 978-88-7547-301-3
- Taccuino del cercatore di alberi. Giardini Botanici Hanbury (a quattro mani con Mauro Giorgio Mariotti), Edizioni della Meridiana, Firenze, 2011 ISBN 978-88-6007-192-7
- Itinerari dei Ficus della Baia di Moreton a Sanremo e Bordighera (a quattro mani con Marco Macchi), Edizioni Strade, Imperia, 2011
- Gli alberi pensano al mare. Itinerari nei boschi di Sassetta e nella Maremma Toscana, Edizioni della Meridiana, Firenze, 2011 ISBN 978-88-6007-198-9
- Terre di Grandi Alberi. Alberografie a Nord-Ovest, Nerosubianco, Cuneo, 2012 ISBN 978-88-89056-85-1
- Itinerari per cercatori di alberi in terra di Sardegna, 2012 (download gratuito dal sito www.homoradix.com)
- L'alber de Milan. Con gli occhi di Thoreau e le mani pronte a respirare, Edizioni della Meridiana, Firenze, 2012 ISBN 978-88-6007-205-4
- Questi occhi mettono radice. Alberografie nel cuore dell'Emilia Romagna (a quattro mani con Lorenzo Olmi), Mucchi Editore, Modena, 2012 ISBN 978-88-7000-581-3
- La linfa nelle vene. Alberografie a Nord-Ovest lungo gli itinerari dei Grandi Alberi, Nerosubianco, Cuneo, 2012 ISBN 978-88-98007-03-5
- Il bosco di Palermo. Itinerari alla scoperta dei maggiori alberi esotici d'Europa, Edizioni della Meridiana, Firenze, 2012 ISBN 978-88-6007-217-7
- Il sussurro degli alberi. Piccolo miracolario per uomini radice, Ediciclo Editore, Portogruaro, 2013 ISBN 978-88-6549-077-8
- Manuale del perfetto cercatore di alberi, Kowalski, Milano, 2013 ISBN 978-88-7496-827-5
- Vecchi e grandi alberi di Torino, Fusta Editore / La Stampa, Saluzzo / Torino, 2013 ISBN 978-88-95163-95-6
- L'Italia è un bosco. Storie di grandi alberi con radici e qualche fronda, Editori Laterza, Roma-Bari, 2014 ISBN 978-88-581-1176-5
- Il libro delle foreste scolpite. In viaggio tra gli alberi a duemila metri, Editori Laterza, Roma-Bari, 2015 ISBN 978-88-581-1938-9
- L'Italia è un giardino. Passeggiate tra natura selvaggia e geometrie neoclassiche, Editori Laterza, Roma-Bari, 2016 ISBN 978-88-581-2485-7
- Il sole che nessuno vede. Meditare in natura e ricostruire il mondo, Ediciclo Editore, Portogruaro, 2016 ISBN 978-88-6549-212-3
- Manuale del perfetto cercatore d'alberi, Feltrinelli, Milano, 2017 ISBN 9788807889844
- I giganti silenziosi. Gli alberi monumento delle città italiane, Bompiani, Milano, 2017 ISBN 9788845294150
- Il bosco è un mondo. Alberi e boschi da salvaguardare in Italia, Einaudi, Torino, 2018 ISBN 9788806230562
- Giona delle sequoie. In viaggio tra i giganti rossi del Nord America, Bompiani, Milano, 2019 ISBN 9788845295164
- Sogni di un disegnatore di fiori di ciliegio, Aboca, Sansepolcro, 2020 ISBN 9788855230377
- Alberi millenari d'Italia, Gribaudo, Milano, 2021 ISBN 9788858039892
- Alberodonti d'Italia. Cento capolavori della natura, Gribaudo, Milano, 2024 ISBN 9788858049341

### Narrativa
- Ogni albero è un poeta. Storia di un uomo che cammina nel bosco, Mondadori, Milano, 2015, ISBN 978-88-04-65740-8; edizione tascabile: Oscar Mondadori, Milano, 2022, ISBN 9788804746812

### Poesia
- Il molosso, Editoria & Spettacolo, Roma 2005 / Edizioni Torino Poesia, Torino, 2007 ISBN 978-88-7547-080-7
- Bacio le tue cicatrici, Edizioni Torino Poesia, Torino, 2006 ISBN 978-88-7547-084-5
- Il Vangelo della Carne, Manifattura Torino Poesia, Torino, 2008 ISBN 978-88-7547-119-4
- Il respiro della terra, Manifattura Torino Poesia, Torino, 2009 ISBN 978-88-7547-202-3
- Nuova Poesia Creaturale (poesie 2000-2010), Manifattura Torino Poesia, Torino, 2011 ISBN 978-88-7547-245-0
- Poesie luterane, Edizioni Kolibris, Bologna, 2011 ISBN 978-88-96263-56-3
- Gli scorpioni delle Langhe. Poesie con radici, La vita felice, Milano, 2012 ISBN 978-88-7799-470-7
- Un quaderno di radici. Poesie dalla studio fiammingo, Feltrinelli, Milano, 2015 ISBN 978-88-588-5383-2
- Vergine dei nidi. Poesie creaturali, Feltrinelli, Milano, 2017 ISBN 9788858854969
- Poesie creaturali. Un bosco in versi, Libreria della Natura, Milano, 2019 ISBN 9788894412604
- Arborgrammaticus. Esercizi di comunione arborea, Bolis editore, Azzana San Paolo, 2019, ISBN 9788878274235
- Agreste, Piano B, Prato, 2023, ISBN 9788893711630

### Libri per ragazzi
- Ci vuole un albero. La famiglia radice, Araba Fenice, Boves, 2013 ISBN 978-88-6617-117-1
- Waldo Basilius, Pelledoca Editore, Milano, 2018 ISBN 9
  - 9-78-8-835-790085
- Manuale del giovane inventore di alberi e foreste, Gribaudo Editore, Milano, 2023 (candidato allo Strega Ragazzi) ISBN
  - 978-8858044490

## Principali traduzioni straniere
- A Room in Jerusalem, Farfalla Press McMillan & Parrish, Brooklyn, 2008
- Poemes chuchotes sur la berge du Po. Six poetes de Turin Poesie, ELR Edizioni Le Ricerche, Lugano, 2008
- Double Skin. New Poetry Voices from Italy and Singapore bilingual anthology, Ethos Books, Singapore, 2009
- 5PX2. Five Italian Poets and Five Scottish Poets, Edizioni Torino Poesia / Luath Press, Edimburgo, 2009
- Creaturing. Selected Poems, Marrick Press, Detroit, 2010
- Ninguem sabe de nos - Antologia, Mazza Edicoes, Belo Horizonte, 2011
- Wo Lyrik Zuhause ist. Tiziano Fratus, Aramo Editions, Wien, 2016
- Versopolis - Druskininkai Poetic Fall, PDR Editions, Vilnius, 2016
- Poèmes - Le Printemps des poètes, La Traductiere, Paris, 2017
- Postolar rasieda, Goronovo proljece - Versopolis, Zagreb, 2018
- Versopolis - Tiziano Fratus, Struga Poetry Evenings, Struga, 2018